# Luís V de Hesse-Darmstadt
Luís V de Hesse-Darmstadt (24 de setembro de 1577 - 27 de julho de 1626) foi o governante de Hesse-Darmstadt de 1596 a 1626.

## Família
Luís foi o segundo filho do conde Jorge I de Hesse-Darmstadt e da condessa Madalena de Lippe. Os seus avós paternos eram o conde Filipe I de Hesse e a duquesa Cristina da Saxónia. Os seus avós maternos eram o conde Bernardo VIII de Lippe e da condessa Catarina de Waldeck–Eisenberg.

## Vida
Em 1604, Luís herdou uma parte do estado de Hesse-Marburgo após a morte do conde Luís IV de Hesse-Marburgo que não deixou descendentes. A outra metade foi para o conde Maurício de Hesse-Cassel, mas visto que este era calvinista, Luís reclamou todo o estado. Os professores luteranos da Universidade de Marburgo que se recusaram a converter ao calvinismo criaram em 1607 a Universidade de Gießen a que chamavam Ludoviciana.
A atitude de Luís levou a um conflito durante a Guerra dos Trinta Anos entre ele, que estava do lado do imperador, e Maurício, que estava do lado dos protestantes. Hesse-Darmstadt foi muito afectada pelos ataques da Suécia durante este conflito.
Em 1722, Johann Georg Liebknecht, um astrónomo da Universidade de Gießen chamou uma estrela que pensava ser um planeta Sidus Ludoviciana em honra de Luís.

## Casamento e descendência
Luís casou-se no dia 5 de junho de 1598 com a marquesa Madalena de Brandemburgo. Juntos tiveram onze filhos:
- Isabel Madalena de Hesse-Darmstadt (23 de abril de 1600 – 9 de junho de 1624), casada com o duque Luís Frederico de Württemberg-Montbéliard; com descendência.
- Ana Leonor de Hesse-Darmstadt (30 de julho de 1601 – 6 de maio de 1659), casada com o duque Jorge de Brunsvique-Luneburgo; com descendência.
- Sofia Inês de Hesse-Darmstadt (12 de janeiro de 1604 – 8 de setembro de 1664), casada com o conde João Frederico do Palatinado-Sulzbach-Hilpoltstein; com descendência.
- Jorge II de Hesse-Darmstadt (17 de março de 1605 – 11 de junho de 1661), casado com a duquesa Sofia Leonor da Saxónia; com descendência.
- Juliana de Hesse-Darmstadt (14 de abril de 1606 – 15 de janeiro de 1659), casada com o conde Ulrique II da Frísia Oriental; com descendência.
- Amália de Hesse-Darmstadt (20 de junho de 1607 – 11 de setembro de 1627), morreu aos vinte anos de idade; sem descendência.
- João de Hesse-Braubach (17 de junho de 1609 – 1 de abril de 1651), casado com Joaneta de Sayn-Wittgenstein; sem descendência.
- Henrique de Hesse-Darmstadt (1 de abril de 1612 – 21 de outubro de 1629); morreu aos dezassete anos de idade; sem descendência.
- Hedvig de Hesse-Darmstadt (22 de junho de 1613 – 2 de março de 1614; morreu aos oito meses de idade.
- Luís de Hesse-Darmstadt (12 de setembro de 1614 – 16 de setembro de 1614), morreu com quatro dias de idade.
- Frederico de Hesse-Darmstadt (28 de fevereiro de 1616 – 19 de fevereiro de 1682), cardinal real da Áustria.